# クリス・ライアン
クリス・ライアン（Chris Ryan,MM 1961年生まれ、ローランズス・ギル、タイン・アンド・ウエア出身）はイギリス特殊部隊SAS元隊員で作家。名前はペンネームで本名は未公表。1991年、湾岸戦争において8名のSAS隊員によって行なわれた作戦ブラボー・ツー・ゼロに参加し、唯一敵の包囲網をくぐり抜けた隊員として有名である。
彼は、その後 ブラヴォー・ツー・ゼロ 孤独の脱出行（原題：The One That Got Away） など多くの本を書いた。「ブラヴォー・ツー・ゼロ 孤独の脱出行」に言及されている、ヴィンス・フィリップス軍曹（低体温症で死亡）の否定的な描写に関して、生き残ったパトロール隊のメンバーの2人、兵士マイク・コバーンとアンディ・マクナブ軍曹によって激しく非難された。

## 経歴
ライアンは、イギリス北東部タイン・アンド・ウエア、ローランズス・ギルで1961年に生まれた。Hookergate中学校に通った後、彼は16歳で陸軍少年兵に合格したが、黄疸にかかり最終面接を受けることができず入隊することができなくなった。彼のいとこビリーは、国防義勇軍（予備役）第23SAS連隊にいた。そして「俺の隊に来てみないか。週末に二、三回案内するよ。そうすれば軍隊生活がどんなものかわかるだろう」と誘われた。訓練に参加し何度かもう少しで第23SAS連隊の選抜を通過しそうになるが、「テスト・ウィーク」を行うにはあまりにも若かった。年齢要件を満たした時に第23SAS連隊の選抜に合格した。その後まもなく彼は正規の部隊である第22SAS連隊のための選抜過程に参加した。そして合格した後、彼は「B」中隊に配属され、医療担当を目指して訓練した。親連隊を必要として、彼は、イギリス海軍からSASに加入していたもう1人の兵士とともに、「B」中隊に戻る前に8週間をパラシュート連隊で過ごした。彼はそれから世界の様々な戦域でSASの秘密作戦あるいは公然の作戦の両方を遂行して7年を過ごした。
ライアンの軍歴には、1984年の東南アジアが含まれる。クメール・ルージュ兵士の訓練を行なったこともある。ジャーナリスト John Pilger が2009年10月に書いたように、「信じられないことに、サッチャー政権は、既に国連で機能を失ったポル・ポト政権を支援し続け、そしてタイとマレーシアのキャンプで彼の追放された兵士を訓練するためにSASを送りさえしていた。」2009年3月にライアンが述べた：「海外特派員 John Pilger は、我々が極東でクメール・ルージュを訓練していたことに気付いた。 我々は家に帰され、そして私は食糧と宿泊施設に対して支払うために与えられていた10,000ポンドを返さなければならなかった。」

## ブラボー・ツー・ゼロ
ライアンは、第一次湾岸戦争中、イラクにおいて不運なブラボー・ツー・ゼロ・パトロール隊のチームメンバーだった。パトロール隊の任務は、バグダードと北西イラクの間の主要補給ルート（MSR）に「格好の潜伏地点（LUP）を見つけて監視哨（OP）を設置することだった」。そして最終的にスカッド・ミサイル発射器を捕えるはずだったが、彼らは危機にさらされ、そしてその後徒歩によりシリアを目指して進んだ。
ライアンはこの際に「SAS隊員あるいは他のいかなる兵士による敵地脱出の最も長い距離」というSASの歴史を作った。ライアンはバグダードと北西イラク間のイラク主要補給ルート（MSR）の観測点とシリア国境の間の290キロメートル (190mi)を単独で行軍した。従来の記録はSAS隊員ジャック・シリートが1942年にサハラ砂漠で行った160キロメートル (100mi)である。
この功績により、ライアンには戦功勲章（Military Medal：MM）が授与された。
脱出の間にライアンは核廃棄物で汚染されていた飲料水から障害を受けた。ひどい筋萎縮を被るとともに、体重が1週間で16 kg (35 lb)も激減し、最前線の任務からは外された。しかし、選抜過程に参加する隊員の選抜や訓練を担当していた。最終的に1994年にSASを名誉除隊した。

## ザイール
クリス・ライアンはSAS時代にはザイールで任務に就いていたこともある。任務の内容は第一次コンゴ戦争の前に国からすべてのイギリス外交官を安全に引き上げさせるという任務であった。この任務は当初3日で完了する予定であったが、1か月続くことになった。

## SAS後の仕事
1994年にSASを去ってからライアンは数冊の本を書いた。ブラボー・ツー・ゼロ作戦についての本ブラヴォー・ツー・ゼロ 孤独の脱出行はよく知られている。他にはテレビ化された反撃のレスキュー・ミッション（原題：Strike Back,2007年）やファイアファイト偽装作戦（原題:Firefight,2008年9月）のような小説がある。一方でティーンエージャー向けの作品としてAlpha Force シリーズと「Code Red」などもある。クリスは、セキュリティーの講義とともに、ベストセラーの本を書き、Hunting Chris Ryan を含むテレビ・ドキュメンタリーを提供して成功裏に結びつけた。
2005年にライアンは、危機的状況への対応について詳しく述べる How Not to Die と呼ばれる Sky One ショーを提供した。それは、2006年クリス・トンプソンによって「その時間の最も人を考えさせる番組の1つ」だと述べられた。彼は、その経歴を生かし、ビデオゲームの監修にも積極的に参加している。ビデオゲーム I.G.I.-2: Covert Strike に対するミリタリー・アドバイザーを務めた。ライアンは、軍事技術アドバイザーであり、そしてシリーズ1でブルー軍リーダーのジョニー・ベルの役割を演ずることで、テレビ・ショー Ultimate Force の共同制作と主演の両方を行った。彼は Sure for Men's Extreme Pamplona Chase in Spain で Team GB を代表するために男性6人のチームを訓練、管理し、そして「Special Forces Manhunt」として後に Military Channel で放送されたBBCの Hunting Chris Ryan の主役を演じた。ライアンは、洪水、核テロ攻撃、大規模停電と航空機ハイジャックを含む大惨事から生き残る方法をそれぞれの番組で彼が実演した Terror Alert: Could You Survive というタイトルのいくつかの番組をプロデュースした。
彼は Derren Brown シリーズ、Mind Control episode 3 で主役になっていた、ライアンはダレンが目隠しで覆われている間に進むためにコースに仕掛けをしなければならなかった。
彼は講演活動を行ったり、アメリカでボディーガードも務めている。2009年にライアンは Bravo で放送された「Elite World Cops」に出演した。番組では、法執行機関の観点からの対テロ戦争や麻薬取引における識見を示しながら、ライアンは世界中の様々な法執行機関との時間を過ごしている。
ライアンは、Armed and Dangerous と呼ばれる番組を Bravo に持っている。
彼は、ペンネーム、モリー・ジャクソンの下でロマンチックな小説 The Fisherman's Daughter を書いた。

## 書籍

### ノンフィクション
- The One That Got Away (1995)　『ブラヴォー・ツー・ゼロ 孤独の脱出行』（関根一彦訳、原書房 1996/12/1）
- Chris Ryan's SAS Fitness Book (1999)
- Chris Ryan's Ultimate Survival Guide (2003)
- Fight to Win (2009)
- Safe (2017)

### フィクション
Geordie Sharp（ジョーディー・シャープシリーズ）
- Stand By, Stand By (1996) 『襲撃待機』（伏見威蕃訳 ハヤカワ文庫 2000/1/25）
- Zero Option (1997)『弾道衝撃』（ハヤカワ文庫 2001）
- The Kremlin Device (1998)  『偽装殲滅』（ハヤカワ文庫 2001）
- Tenth Man Down (1999) 『孤立突破』（ハヤカワ文庫 2002）
- Zero Option / Stand By Stand By (omnibus) (2007)

Matt Browning （マット・ブラウニング）
- Greed (2003)　『テロ資金根絶作戦』（ハヤカワ文庫 2005/7/21）
- The Increment (2004)　『抹殺部隊インクレメント』（ハヤカワ文庫 2006/7/21）

Chris Ryan Extreme
- Hard Target (2012)
- Night Strike (2012)
- Most Wanted (2012)
- Silent Kill (2015)

その他
- The Hit List (2000)　『特別執行機関カーダ』（ハヤカワ文庫 2002/5/30）
- The Watchman (2001)　『暗殺工作員ウォッチマン』（ハヤカワ文庫 2003/7/31）
- Land Of Fire (2002)　『SAS特命潜入隊』（ハヤカワ文庫 2004/8/25）
- Blackout (2005)　『逃亡のSAS特務員』（ハヤカワ文庫 2006/12/15）
- Ultimate Weapon (2006)　『究極兵器コールド・フュージョン』（ハヤカワ文庫 2007/10/24）
- Firefight (2008)　『ファイアファイト偽装作戦』（ハヤカワ文庫 2009/5/22）
- Who Dares Wins (2009)　『レッドライト・ランナー抹殺任務』（ハヤカワ文庫 2010/9/22）
- The Kill Zone' (2010)
- Medal of Honor (2011)
- Killing for the Company (2011)　『孤高のSAS戦士』（ソフトバンク文庫 2013/1/21）
- The One that got away (2011)
- Osama (2012)
- War Dog (2013)

Code Red
- Flash Flood (2006)
- Wildfire (2007)
- Outbreak (2007)
- Vortex (2008)
- Twister (2008)
- Battleground (2009)

Alpha Force
- Alpha Force 1: Survival (2002)
- Alpha Force 2: Rat-catcher (2002)
- Alpha Force 3: Desert Pursuit (2003)
- Alpha Force 4: Hostage (2003)
- Alpha Force 5: Red Centre (2004)
- Alpha Force 6: Hunted (2004)
- Alpha Force 7: Blood Money (2005)
- Alpha Force 8: Fault Line (2005)
- Alpha Force 9: Black Gold (2005)
- Alpha Force 10: Untouchable (2005)

Quick Reads
- One Good Turn (2008)

Agent 21
- Agent 21 (2011)
- Agent 21:Reloaded (2012)
- Agent 21: Codebreaker (2013)
- Deadfall (2014)
- Under Cover (2015)
- Endgame (2016)

Danny Black
- Masters of War (2013)『戦場の支配者』SAS部隊シリア特命作戦（竹書房文庫 2015/7/16）
- Hunter Killer (2014) 『裏切りの戦場 』SAS部隊イエメン暗殺作戦（竹書房文庫 2016/7/28）
- Murder Team (2015) (短編)
- Hellfire (2015) 『神火の戦場 』SAS部隊ナイジェリア対細菌作戦（竹書房文庫 2017/10/12）
- Bad Soldier (2016)『血泥の戦場』 SAS部隊イラクIS司令官襲撃作戦（竹書房文庫 2019/02/28）
- Warlord (2017)
- Head Hunters (2018)

Strike Back
- Strike Back (2007)『反撃のレスキュー・ミッション』（ハヤカワ文庫 2008/10/23）
- Deathlist (2016)
- Shadow Kill (2017)
- Global Strike (2018)